# Mareuil-la-Motte
Pour les articles homonymes, voir Mareuil.
Mareuil-la-Motte est une commune française située dans le département de l'Oise, en région Hauts-de-France.

## Géographie

### Localisation
Mareuil-la-Motte est un village picard du Noyonnais situé à vol d'oiseau à 4 km à l'est de Ressons-sur-Matz et 26 km de Saint-Just-en-Chaussée, 18 km  au sud de Roye, 16 km à l'est de Noyon et 14 km au nord de Compiègne.
La commune se trouve dans l'aire d'attraction de Compiègne, ainsi que dans sa zone d'emploi, et dans le bassin de vie de Ressons-sur-Matz

### Communes limitrophes
Les communes limitrophes sont  Gury, Margny-sur-Matz, Plessis-de-Roye, Ricquebourg, Thiescourt et Élincourt-Sainte-Marguerite.
|                 | Gury             | Plessis-de-Roye             |
| Ricquebourg     | Mareuil-la-Motte | Thiescourt                  |
| Margny-sur-Matz |                  | Élincourt-Sainte-Marguerite |

### Géologie et relief
La superficie de la commune est de 9,17 km2 ; son altitude varie de 63  à   188 mètres.
Il s’étend depuis la vallée du Ru jusqu’au plateau de Saint-Claude.

### Hydrographie

#### Réseau hydrographique
La commune est située dans le bassin Seine-Normandie. Elle est drainée par le Mareuil et le fossé du Moulin Pilon,,.
Deux plans d'eau complètent le réseau hydrographique : le plan d'eau de la commune de Mareuil-la-Motte (2,5 ha) et l'étang des Sources (0,8 ha),. Ce dernier, propriété communale, est ouvert à la pêche et à la promenade.

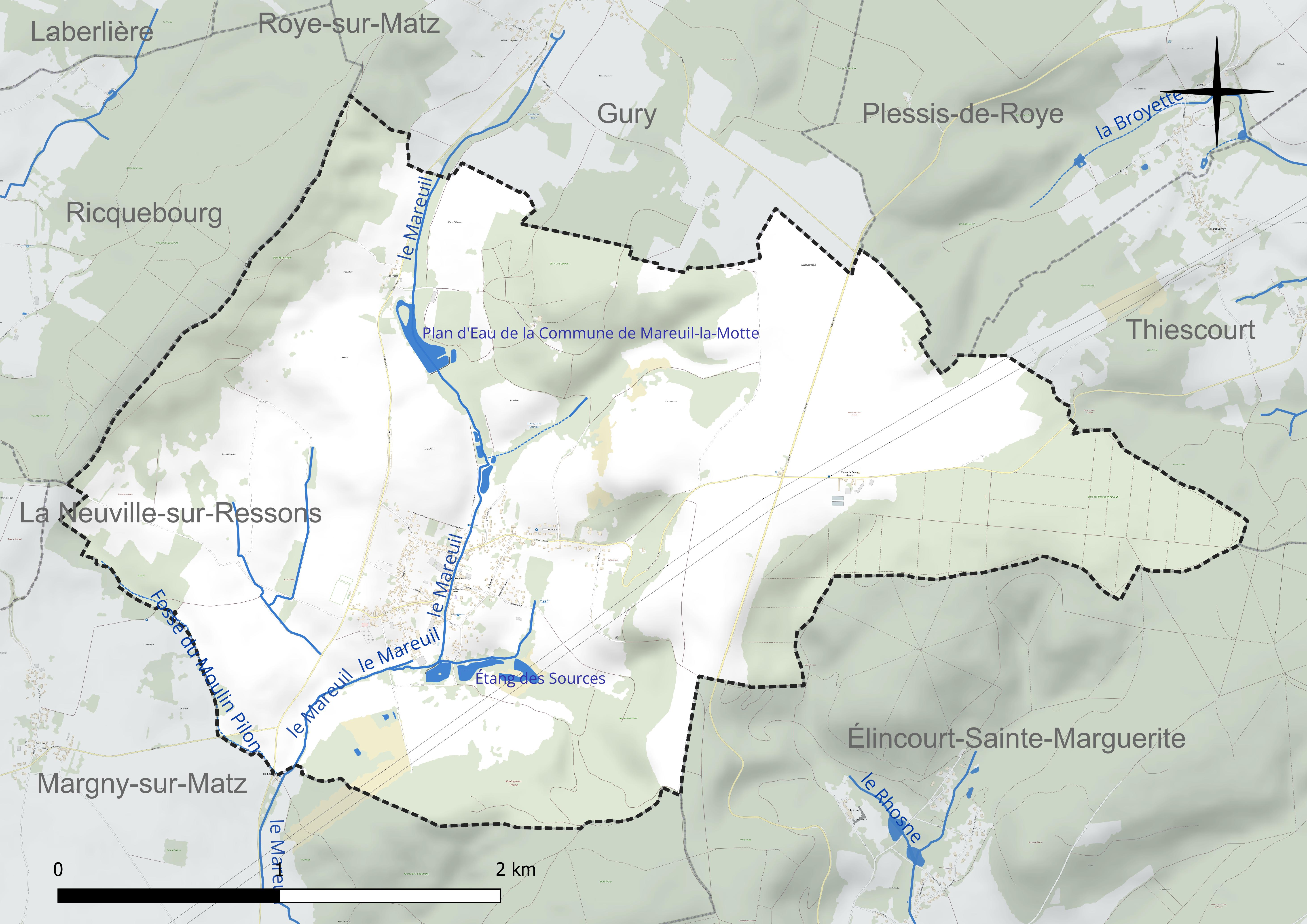
Réseau hydrographique de Mareuil-la-Motte.

#### Gestion et qualité des eaux
Le territoire communal est couvert par le schéma d'aménagement et de gestion des eaux (SAGE) « Sensée ». Ce document de planification concerne un territoire de 1 013 km2 de superficie, délimité par le bassin versant de l'Oise moyenne. Le périmètre a été arrêté le 24 avril 2017 et le SAGE est, en 2024, encore en élaboration. La structure porteuse de l'élaboration et de la mise en œuvre est le syndicat mixte du SAGE Oise-Moyenne (SMOM).
La qualité des cours d'eau peut être consultée sur un site dédié géré par les agences de l'eau et l'Agence française pour la biodiversité.

### Climat
Pour des articles plus généraux, voir Climat des Hauts-de-France et Climat de l'Oise.
En 2010, le climat de la commune est de type climat océanique dégradé des plaines du Centre et du Nord, selon une étude du CNRS s'appuyant sur une série de données couvrant la période 1971-2000. En 2020, Météo-France publie une typologie des climats de la France métropolitaine dans laquelle la commune est exposée à un climat océanique et est dans la région climatique Nord-est du bassin Parisien, caractérisée par un ensoleillement médiocre, une pluviométrie moyenne régulièrement répartie au cours de l'année et un hiver froid (3 °C).
Pour la période 1971-2000, la température annuelle moyenne est de 10,7 °C, avec une amplitude thermique annuelle de 14,7 °C. Le cumul annuel moyen de précipitations est de 725 mm, avec 11,2 jours de précipitations en janvier et 8,9 jours en juillet. Pour la période 1991-2020, la température moyenne annuelle observée sur la station météorologique la plus proche, située sur la commune de Margny-lès-Compiègne à 13 km à vol d'oiseau, est de 11,2 °C et le cumul annuel moyen de précipitations est de 633,5 mm,. Pour l'avenir, les paramètres climatiques de la commune estimés pour 2050 selon différents scénarios d'émission de gaz à effet de serre sont consultables sur un site dédié publié par Météo-France en novembre 2022.

### Milieux naturels et biodiversité
La commune dispose d'une forêt de 100 hectares, les Bois des usages.

## Urbanisme

### Typologie
Au 1er janvier 2024, Mareuil-la-Motte est catégorisée commune rurale à habitat dispersé, selon la nouvelle grille communale de densité à sept niveaux définie par l'Insee en 2022.
Elle est située hors unité urbaine. Par ailleurs la commune fait partie de l'aire d'attraction de Compiègne, dont elle est une commune de la couronne,. Cette aire, qui regroupe 101 communes, est catégorisée dans les aires de 50 000 à moins de 200 000 habitants,.

### Occupation des sols

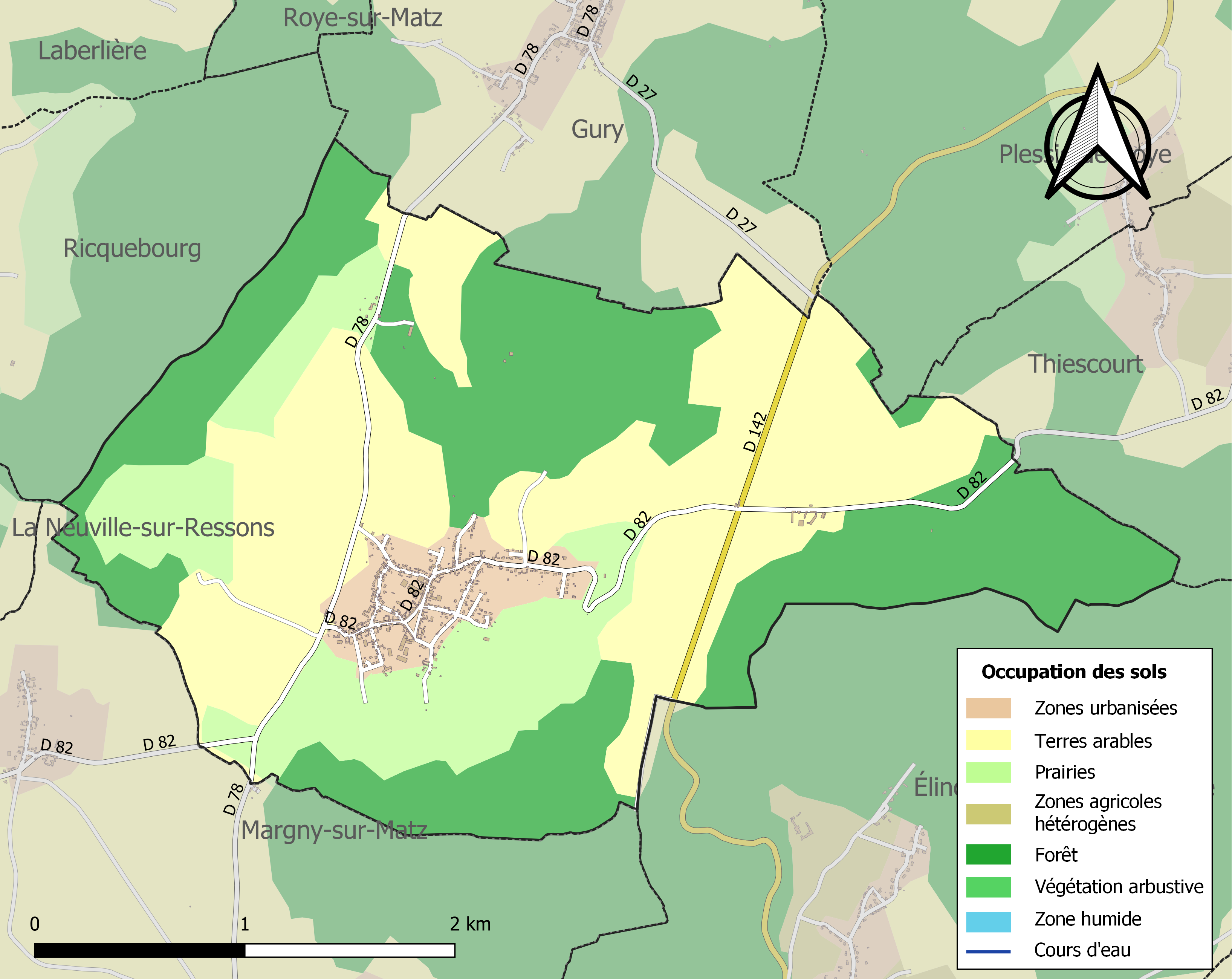
Carte des infrastructures et de l'occupation des sols de la commune en 2018 (CLC).

L'occupation des sols de la commune, telle qu'elle ressort de la base de données européenne d'occupation biophysique des sols Corine Land Cover (CLC), est marquée par l'importance des territoires agricoles (54,9 % en 2018), une proportion sensiblement équivalente à celle de 1990 (55,6 %).
La répartition détaillée en 2018 est la suivante : forêts (39,4 %), terres arables (37,9 %), prairies (17 %), zones urbanisées (5,7 %).
L'évolution de l'occupation des sols de la commune et de ses infrastructures peut être observée sur les différentes représentations cartographiques du territoire : la carte de Cassini (XVIIIe siècle), la carte d'état-major (1820-1866) et les cartes ou photos aériennes de l'IGN pour la période actuelle (1950 à aujourd'hui).

### Lieux-dits, hameaux et écarts
La commune comprend deux hameaux, la Motte et Saint-Claude.

### Habitat et logement
En 2021, le nombre total de logements dans la commune était de 269, alors qu'il était de 263 en 2016 et de 240 en 2011.
Parmi ces logements, 88 % étaient des résidences principales, 4,5 % des résidences secondaires et 7,5 % des logements vacants. Ces logements étaient pour 98,8 % d'entre eux des maisons individuelles et pour 0,8 % des appartements.
Le tableau ci-dessous présente la typologie des logements à Mareuil-la-Motte en 2021 en comparaison avec celle de l'Oise et de la France entière. Une caractéristique marquante du parc de logements est ainsi une proportion de résidences secondaires et logements occasionnels (4,5 %) supérieure à celle du département (2,4 %) mais inférieure à celle de la France entière (9,7 %).
| Typologie                                               | Mareuil-la-Motte | Oise | France entière |
| ------------------------------------------------------- | ---------------- | ---- | -------------- |
| Résidences principales (en %)                           | 88               | 90,5 | 82,2           |
| Résidences secondaires et logements occasionnels (en %) | 4,5              | 2,4  | 9,7            |
| Logements vacants (en %)                                | 7,5              | 7    | 8,1            |

### Voies de communication et transports
La commune est desservie, en 2023, par les lignes 664, 675, 6303 et 6334 du réseau interurbain de l'Oise.

## Toponymie
Le nom de la localité est attesté sous les formes in pago Belvacensi Morolgildini villam cum capella (922) ; de Moroilo (936) ; Marogilensis (1087) ; de Maroilo (1107) ; Moruelg (1183) ; Maroilum (1194) ; Maruel (XIIe) ; de Marolio (1203) ; Marolium (1231) ; Marueill (1255) ; la ville de Maruel (1259) ; maruel deles ressons seur le mas (1294) ; Mareuil lès Ressons (1295) ; nostre mennoir de maruell (1295) ; marueilg (1295) ; marueil delez ressons seur le mas (1295) ; de maroueil (1357) ; Mareul empres Ressons (vers 1380) ; Mareux (1520) ; Marœul (1560) ; Mareuil en Picardie (1560) ; Marœuil (XVIe) ; Mareuil à cerises (1620) ; Marueil (1631) ; Mareuil (1667) ; Mareuil-Lamotte (1840) ; Mareuil-la-Motte (1928).
Le nom Mareuil est de formation gauloise, le radical celtique ialo signifiant endroit, espace ou encore clairière. Le préfixe « mar » viendrait  du substantif gaulois morum signifiant marais, Mareuil signifierait dans ce cas « clairière au milieu des marais ».[réf. nécessaire]
Le nom de Mareuil-la-Motte est issu de la réunion de deux localités jadis distinctes : Mareuil et Lamothe-Havet.
 
Lamothe est une autre graphie de la contraction de « la motte », issu du bas latin motta, a pour origine toponymique : la « motte », tertre isole destiné à accueillir une forteresse ou butte féodale, « colline , édifice sur une colline », nom de châteaux forts et d'anciens fiefs, devenu un patronyme.

## Histoire

### Ancien Régime
Sous l'Ancien Régime, Mareuil dépend du marquisat de Gournay-sur-Aronde et Lamotte (ou Lamotte-Havé) est un fief distinct de celui de Mareuil, mouvant de la seigneurie de Coudun.

### Époque contemporaine
En 1850, la commune est propriétaire du presbytère et d'une école. Un moulin à eau et un moulin à vent y fonctionnent. On y trouve une carrière et une cendière. On y fait commerce de cerises.

#### Première Guerre mondiale
La commune est durement éprouvée au cours de la Première Guerre mondiale :
En 1918, pendant la Bataille du Kaiser, le 10 juin 1918, la Bataille du Matz s'est déroulée du 5 au 13 juillet 1918 dans les environs du Matz, dans le cadre plus général de la seconde bataille de la Marne.
Le village est considéré comme détruit à la fin de la guerre et a  été décoré de la Croix de guerre 1914-1918, le 21 février 1921.

#### Seconde Guerre mondiale
Au cours le la Bataille de France de 1940, La commune de Mareuil-la-Motte est le théâtre de violent combats. La 7e division d'infanterie coloniale et le 4e régiment d'Infanterie coloniale qui tenait le secteur de Noyon doivent se replier en direction de Mareuil et les villages avoisinants, le 8 juin dans la soirée. Le 9, vers 9 heures du matin, alors que le gros de la division avait quitté Mareuil-la-Motte, des éléments cyclistes et motocyclistes de la 10e compagnie du  4e R.I.C. essuyent le feu de l'ennemi. La bataille fait rage dans les rues du village, l'ennemi recevant des renforts. Les Français doivent se rendre à court de munitions. Au soir du 9 juin, le feu cesse et les Allemands font prisonniers les survivants français.

## Politique et administration

### Rattachements administratifs et électoraux

#### Rattachements administratifs
La commune se trouve  dans l'arrondissement de Compiègne du département de l'Oise.
Elle faisait partie depuis 1802 du canton de Ressons-sur-Matz. Dans le cadre du redécoupage cantonal de 2014 en France, cette circonscription administrative territoriale a disparu, et le canton n'est plus qu'une circonscription électorale.

#### Rattachements électoraux
Pour les élections départementales, la commune fait partie depuis 2014 du canton de Thourotte.
Pour l'élection des députés, elle fait partie de la sixième circonscription de l'Oise.

### Intercommunalité
Mareuil-la-Motte est membre de la communauté de communes du Pays des Sources, un établissement public de coopération intercommunale (EPCI) à fiscalité propre créé en 1997 et auquel la commune a transféré un certain nombre de ses compétences, dans les conditions déterminées par le code général des collectivités territoriales.

### Liste des maires
| Période                                  | Période                       | Identité            | Étiquette | Qualité                                                                                |
| ---------------------------------------- | ----------------------------- | ------------------- | --------- | -------------------------------------------------------------------------------------- |
| Les données manquantes sont à compléter. |                               |                     |           |                                                                                        |
|                                          |                               |                     |           |                                                                                        |
| mars 1977                                | 1997                          | René Cerand         | PCF       |                                                                                        |
| 1998                                     | 2014                          | Régis Soriot        |           |                                                                                        |
| 2014                                     | juillet 2020                  | René Raineteau      |           | Retraité de la fonction publique                                                       |
| juillet 2020                             | En cours (au 16 Janvier 2024) | Michèle Swynghedauw |           | Directrice de l'école retraitée Vice-présidente de la CC du Pays des Sources (2020 → ) |

## Équipements et services publics

### Enseignement
La commune dispose d'une école de trois classes en 2024-2025, dotée d'un accueil périscolaire et d'une cantine,.

## Population et société

### Démographie
Les habitants de la commune sont les Mareuillois et les Mareuilloises.

#### Évolution démographique
L'évolution du nombre d'habitants est connue à travers les recensements de la population effectués dans la commune depuis 1793. Pour les communes de moins de 10 000 habitants, une enquête de recensement portant sur toute la population est réalisée tous les cinq ans, les populations de référence des années intermédiaires étant quant à elles estimées par interpolation ou extrapolation. Pour la commune, le premier recensement exhaustif entrant dans le cadre du nouveau dispositif a été réalisé en 2004.

En 2022, la commune comptait 606 habitants, en évolution de −7,34 % par rapport à 2016 (Oise : +0,87 %, France hors Mayotte : +2,11 %).
| 1793 | 1800 | 1806 | 1821 | 1831 | 1836 | 1841 | 1846 | 1851 |
| ---- | ---- | ---- | ---- | ---- | ---- | ---- | ---- | ---- |
| 630  | 584  | 633  | 647  | 690  | 621  | 639  | 696  | 663  |

| 1856 | 1861 | 1866 | 1872 | 1876 | 1881 | 1886 | 1891 | 1896 |
| ---- | ---- | ---- | ---- | ---- | ---- | ---- | ---- | ---- |
| 640  | 634  | 625  | 611  | 613  | 603  | 595  | 587  | 570  |

| 1901 | 1906 | 1911 | 1921 | 1926 | 1931 | 1936 | 1946 | 1954 |
| ---- | ---- | ---- | ---- | ---- | ---- | ---- | ---- | ---- |
| 505  | 455  | 437  | 286  | 311  | 284  | 318  | 286  | 325  |

| 1962 | 1968 | 1975 | 1982 | 1990 | 1999 | 2004 | 2006 | 2009 |
| ---- | ---- | ---- | ---- | ---- | ---- | ---- | ---- | ---- |
| 346  | 313  | 261  | 364  | 489  | 587  | 604  | 591  | 610  |

| 2014 | 2019 | 2022 | - | - | - | - | - | - |
| ---- | ---- | ---- | - | - | - | - | - | - |
| 644  | 614  | 606  | - | - | - | - | - | - |

#### Pyramide des âges
La population de la commune est relativement jeune.
En 2018, le taux de personnes d'un âge inférieur à 30 ans s'élève à 36,8 %, soit en dessous de la moyenne départementale (37,3 %). À l'inverse, le taux de personnes d'âge supérieur à 60 ans est de 20,2 % la même année, alors qu'il est de 22,8 % au niveau départemental.
En 2018, la commune comptait 327 hommes pour 300 femmes, soit un taux de 52,15 % d'hommes, largement supérieur au taux départemental (48,89 %).
Les pyramides des âges de la commune et du département s'établissent comme suit.
| Hommes | Classe d’âge | Femmes |
| ------ | ------------ | ------ |
| 1,3    | 90 ou +      | 0,3    |
| 1,9    | 75-89 ans    | 4,8    |
| 16,6   | 60-74 ans    | 15,6   |
| 24,4   | 45-59 ans    | 25,5   |
| 17,5   | 30-44 ans    | 18,7   |
| 19,7   | 15-29 ans    | 15,0   |
| 18,7   | 0-14 ans     | 20,1   |

| Hommes | Classe d’âge | Femmes |
| ------ | ------------ | ------ |
| 0,5    | 90 ou +      | 1,4    |
| 5,5    | 75-89 ans    | 7,6    |
| 15,6   | 60-74 ans    | 16,3   |
| 20,8   | 45-59 ans    | 20     |
| 19,4   | 30-44 ans    | 19,4   |
| 17,6   | 15-29 ans    | 16,2   |
| 20,6   | 0-14 ans     | 19,1   |

### Manifestations culturelles et festivités
Le village est réputé pour l'importance de sa fête de la musique

## Culture locale et patrimoine

### Lieux et monuments
- L'église Saint-Éloi  Classée MH (1919)[33], relativement épargnée durant la Première Guerre mondiale, dont la première travée date du début de l'architecture gothique et le chœur de la fin du XIVe siècle
- Tombe de Bernard d'Aboville, situé sur la gauche de la RD 142 en direction de la ferme Saint Claude, maréchal des logis au 3e Régiment de Chasseurs, mort le 19 septembre 1914 lors de l'offensive française dans le secteur de Noyon[34].

- Tombe du comte Henri de la Rochefoucault, situé sur la gauche de la RD 142 en direction de la ferme Saint Claude, Ce lieutenant au 9ème Cuirassiers est mort pour la France le juin 1918 durant la bataille du Matz[35].

- Circuit de randonnée de la Fontaine Saillard[36].

## Pour approfondir